# Маяк (Зона сутінків)
Маяк (англ. The Beacon) — перший сегмент 11-го епізоду 1-го сезону телевізійного серіалу «Зона сутінків».

## Сюжет
Лікар Денніс Бароуз пізно ввечері зупиняється посеред дороги, помітивши, що його автомобіль вийшов з ладу. Під час пошуку людини, яка могла б полагодити його засіб пересування, він потрапляє в невелике провінційне містечко, що знаходиться у віддаленій місцевості, огородженій дротами та таблицею з написом «Приватна власність». Денніс знаходить універсальну крамницю, яка ще працює, та просить одного з її працівників, чоловіка на ім'я Вільям Купер-Джейнс, допомогти привести його автівку в робочий стан. Однак продавець відповідає, що зможе оглянути авто Денніса тільки наступного дня. Через це Бароуз змушений шукати собі притулок на ніч. В результаті він залишається в однієї з мешканок міста, родички працівника цієї крамниці та матері двох маленьких дітей — хлопчика та дівчинки. Ще з самого початку Денніс помічає, що в містечку є одна визначна споруда — маяк, проте ще не знає, що цей маяк фактично виконує функцію Бога та забирає людські життя, навівши промені свого світла на конкретну будівлю. Дім, в якому зупинився доктор Бароуз, незабаром стає черговою жертвою дивного маяка. Донька власниці будинку мала померти від інфекційної хвороби, однак лікар, виконуючи прохання її брата, втручається в природний хід речей та рятує дівчинку. Її мати, однак, замість того, щоб радіти, відчуває психологічну напруженість та страх, оскільки розуміє, що воля маяка була порушена, внаслідок чого на все містечко тепер чекатиме суворе покарання. Денніс просить хлопчика провести його до цього маяка, після чого опиняється біля самої споруди. Незабаром їх наздоганяють мати хлопчика та працівник крамниці Вільям Купер-Джейнс, який розповідає лікареві про особливість цього маяка: в ньому знаходиться дух Сета Джейнса — його наглядача та засновника містечка, який помер двісті років тому. Сет Джейнс був не тільки засновником населеного пункту, а й спільним предком всіх його мешканців. За місцевими повір'ями, він піклується про всіх жителів містечка, однак дуже суворо карає їх, коли вони нехтують його волею. Після цього, щоб загладити провину перед маяком та передусім давно покійним Сетом Джейнсом, місцеві жителі, що скупчилися біля Денніса Бароуза, нападають на лікаря та вбивають його. Після цього промінь світла, направлений з маяка на Бароуза, гасне.

## Оповіді

### Початкова оповідь
«Кажуть, що всі дороги кудись ведуть. Але це не так. Дороги стоять на місці. Це ми кудись рухаємося. Дороги обриваються там, де ми зупиняємося, і їм все одно, чи йдемо ми по них до нашої мети, чи до зони сутінків».

## Цікаві факти
- Епізод не має оповіді наприкінці.
- Мартін Ландау, виконавець ролі працівника крамниці Вільяма Купера-Джейнса, зіграв також у двох епізодах оригінальної «Зони сутінків» — «Містер Дентон та Судний день» (англ. Mr. Denton on Doomsday) (третій епізод, перший сезон) та «Небезпечна кімната» (англ. The Jeopardy Room) (сто сорок дев'ятий епізод, п'ятий сезон).

## Ролі виконують
- Чарльз Мартін Сміт — доктор Денніс Бароуз
- Мартін Ландау — Вільям Купер-Джейнс
- Джованні Рібізі — Тедді
- Черіл Андерсон — мешканка міста
- Хейлі Тейлор — мешканка міста

## Реліз
Прем'єра епізоду відбулась у Великій Британії 6 грудня 1985.